# Anton Moritsch
Anton Moritsch (* 12. Juni 1826 in Michelhofen, Gemeinde Emmersdorf (heute Gemeinde Nötsch im Gailtal); † 14. Oktober 1903 in Villach) war Landwirt und Abgeordneter zum Österreichischen Abgeordnetenhaus.

## Leben
Anton Moritsch war Sohn des Landwirts Valentin Moritsch. Er machte eine Lehre als Kaufmann im Eisenwarengeschäft einer Tante in Villach. Später erbte er dieses Geschäft. Er wurde Großhändler und Besitzer einer Bleiröhrenfabrik, einer Glätte-, Mennig- und Schrotfabrik, welche seit 1871 Teil der Bleiberger Bergwerks-Union sind. Er war auch Besitzer von Papierfabriken in Villach und Spittal an der Drau. Im Jahr 1874 war er Mitgründer und bis 1903 Mitbesitzer der Villacher Maschinenfabrik Egger, Moritsch & Comp. Im Jahr 1867 war er auch Mitgründer und später Vizepräsident der Bleiberger Bergwerks-Union. Außerdem war er im Jahr 1867 Mitgründer und bis 1900 Obmann des Verwaltungsausschusses der Villacher Sparkasse. Bis 1903 war er auch in der Gemeindevertretung von Villach.
Er war römisch-katholisch und seit 1851 verheiratet mit Sidonie Fischer, mit der er vier Töchter und fünf Söhne hatte, drei davon starben allerdings jung. Seine Gattin war von 1859 bis 1902 Besitzerin des Hotels zur Post in Villach.

## Politische Funktionen
Anton Moritsch war vom 15. Februar 1876 bis zum 22. Mai 1879 Abgeordneter des Abgeordnetenhauses im Reichsrat (V. Legislaturperiode, Kronland Kärnten, Kurie Städte 3, Regionen Villach, Hermagor, Bleiberg, Kreuth, Tarvis, Malborghet, Spittal, Gmünd, Greifenburg, Oberdrauburg und Obervellach).
Er war auch vom 9. Oktober 1879 bis zum 23. April 1885 Abgeordneter des Abgeordnetenhauses im Reichsrat (VI. Legislaturperiode, Kronland Kärnten, Kurie Städte 3 (Regionen wie oben)).

## Klubmitgliedschaften
Anton Moritsch war ab 1867 Mitglied im Fortschrittsklub und ab dem 30. April 1877 im Neuen Fortschrittsklub. Ab dem Jahr 1879 gehörte er dem Klub der Liberalen und ab dem 19. November 1881 den Vereinigten Linken an.